# Isoetes labri-draconis
Isoetes labri-draconis är en kärlväxtart som beskrevs av N. R. Crouch. Isoetes labri-draconis ingår i släktet braxengräs, och familjen Isoetaceae. Inga underarter finns listade i Catalogue of Life.